# El bon fill
El bon fill (títol original en anglès: The Good Son) és una pel·lícula dramàtica estatunidenca dirigida per Joseph Ruben, estrenada el 1993 i doblada al català.

## Argument
Mark, un nen de dotze anys, acaba de perdre la seva mare, víctima d'un càncer. El seu pare, molt ocupat, el col·loca amb el seu oncle i la seva tia, els Evans, una parella burgesa que viu en un petit poble. Mark passa les seves jornades en companyia del seu cosí Henry. A poc a poc, Henry gaudeix aterrint Mark i a voler fer-li compartir els seus jocs cruels.
Un matí, amb l'ajuda d'una ballesta, Henry mata un gos davant de Mark. Després, uns dies més tard, provoca un greu accident de cotxe en una autopista, llançant des d'una passarel·la un espantall enmig de la carretera. Mark comprèn que Henry és també responsable de la mort d'un bebè, ofegat a la banyera familiar un any abans. Henry li revela llavors la seva verdadera naturalesa i les seves intencions homicides...

## Repartiment
- Macaulay Culkin: Henry Evans
- Elijah Wood: Mark Evans
- Wendy Crewson: Susan Evans
- David Morse: Jack
- Daniel Hugh Kelly: Wallace Evans
- Jacqueline Brookes: Alice Davenport
- Quinn Culkin: Connie Evans
- Ashley Crow: Janice
- Guy Strauss: el doctor a Arizona
- Keith Brava: el doctor a Blackport
- Jerem Goodwin: l'obrer
- Andria Hall: el periodista
- Susan Hopper: la dona del salvament

## Al voltant de la pel·lícula
- La pel·lícula és treta d'una novel·la de suspens de Todd Strasser. L'objectiu principal era de fer interpretar Macaulay Culkin de només tretze anys en un paper inusual: el d'un nen psicopàtic; el jove Elijah Wood. A l'estrena, algunes persones van quedar impactades en veure l'actor de Home Alone en una pel·lícula prohibida als menors de 12 anys.
- Per desacords amb el pare de Macaulay Culkin, el director Michael Lehmann va ser reemplaçat.
- A l'estrena de la pel·lícula, els crítics han acusat el director d'haver dirigit una sèrie B i no una pel·lícula a suspens com era la novel·la.
- El rodatge s'ha desenvolupat a Annisquam, Beverly (d'on és David Morse, l'actor que interpreta Jack), Cape Ann, Marblehead i Rockport, a Massachusetts, així com Palisade Head i Two Harbors, a Minnesota, i Newington, a Nou Hampshire.

## Premis
- Premi de la millor actuació per a un jove actor (Elijah Wood) i nominació al premi de la millor pel·lícula de terror, per l'Acadèmia del cinema de ciència-ficció, fantàstic i de terror el 1994.
- Nominació al premi del millor dolent per a Macaulay Culkin, en els MTV Movie Awards el 1994.